# Nationaal park West MacDonnell
Het Nationaal park West MacDonnell (Engels: West MacDonnell National Park) ligt in het Australische Noordelijk Territorium, 1234 km ten zuiden van Darwin. Het beschermt een gedeelte van het MacDonnellgebergte ten westen van Alice Springs.
De Larapinta Trail, een populair langeafstandspad, volgt het gebergte van oost naar west door het langgerekte (250 km) park. Enkele van de bezienswaardigheden in het Nationaal park West MacDonnell zijn: Ormiston Pound, Ellery Creek Bighole, Simpsons Gap, Standley Chasm, Mount Sonder en de Ochre Pits.
De Belgische avonturier Louis-Philippe Loncke was in 2006 de eerste persoon die het park te voet overstak in volledige autonomie van west naar oost.

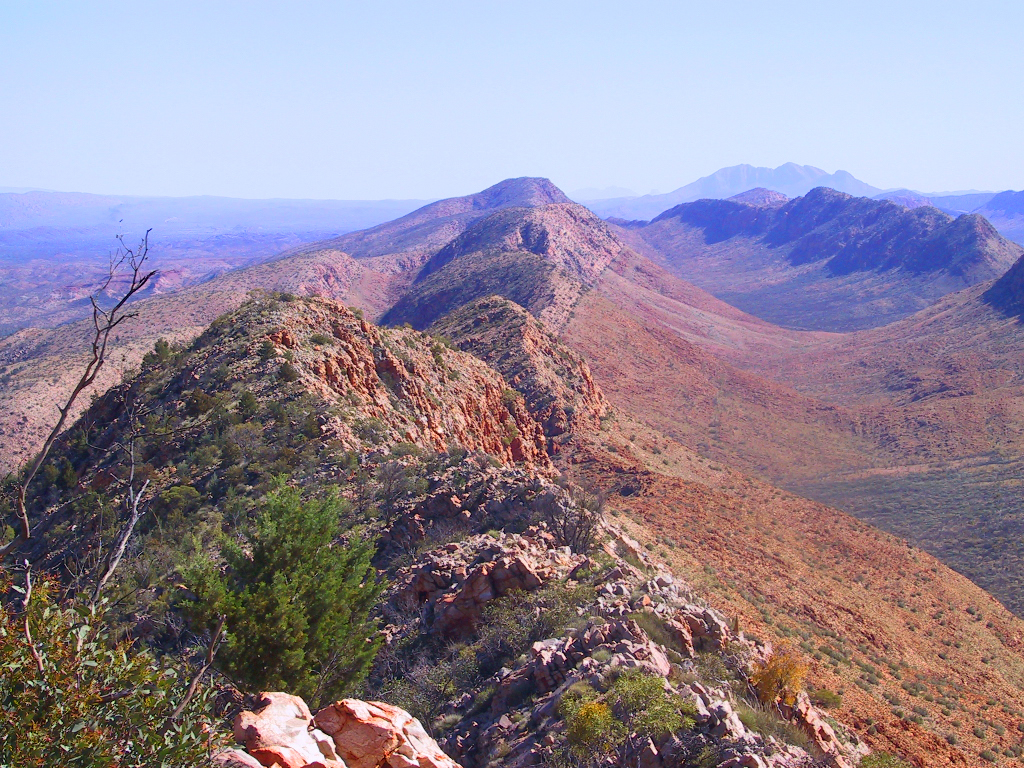
Zicht op het westelijk MacDonnellgebergte vanaf de Larapinta Trail nabij Glen Helen